# Passiflora elliptica
Passiflora elliptica är en passionsblomsväxtart som beskrevs av Gardn.. Passiflora elliptica ingår i släktet passionsblommor, och familjen passionsblomsväxter. Inga underarter finns listade i Catalogue of Life.